# Jauhienij Abalenski
Jauhienij Wiaczasławawicz Abalenski (biał. Яўгеній Вячаслававіч Абаленскі, ros. Евгений Вячеславович Оболенский, Jewgienij Wiaczesławowicz Obolenski; ur. 30 marca 1973 w Soligorsku) – białoruski inżynier elektryk i polityk, od 2008 roku deputowany do Izby Reprezentantów Zgromadzenia Narodowego Republiki Białorusi IV i V kadencji.

## Życiorys
Urodził się 30 marca 1973 roku w mieście Soligorsk, w obwodzie mińskim Białoruskiej SRR, ZSRR. Ukończył Białoruską Państwową Akademię Politechniczną, uzyskując wykształcenie inżyniera elektryka, Moskiewski Państwowy Uniwersytet Otwarty, uzyskując wykształcenie górniczego inżyniera elektryka, oraz Akademię Zarządzania przy Prezydencie Republiki Białorusi, uzyskując wykształcenie specjalisty w zakresie administracji państwowej. Pracował jako elektroślusarz dyżurny ds. remontu sprzętu, mistrz zmiany, zastępca kierownika Wydziału Szybu Nr 2 Czwartego Zarządu ds. Rudy Zjednoczenia Produkcyjnego „Biełaruśkalij” w Soligorsku.
Był deputowanym do Soligorskiej Miejskiej Rady Deputowanych XXIV kadencji, zastępcą przewodniczącego Soligorskiej Rejonowej Rady Deputowanych, deputowanym do Mińskiej Obwodowej Rady Deputowanych XXV kadencji. 27 października 2008 roku został deputowanym do Izby Reprezentantów Zgromadzenia Narodowego Republiki Białorusi IV kadencji z Soligorskiego Okręgu Wyborczego Nr 75. Pełnił w niej funkcję członka Stałej Komisji ds. Przemysłu, Sektora Paliwowo-Energetycznego, Transportu, Łączności i Przedsiębiorczości. Od 13 listopada 2008 roku był członkiem Narodowej Grupy Republiki Białorusi w Unii Międzyparlamentarnej. 18 października 2012 roku został deputowanym do Izby Reprezentantów V kadencji z Soligorskiego Miejskiego Okręgu Wyborczego Nr 68. Pełnił w niej funkcję zastępcy przewodniczącego Stałej Komisji ds. Przemysłu, Sektora Paliwowo-Energetycznego, Transportu, Łączności. Jego kadencja w Izbie Reprezentantów zakończyła się 11 października 2016 roku.

## Poglądy
W czasie kampanii wyborczej poprzedzającej wybory parlamentarne w 2012 roku, Jauhienij Abalenski opublikował zwrot do wyborców, w którym apelował o stabilność, zgodę i porozumienie w społeczeństwie. Wyraził także opinię, że najistotniejszymi problemami obywateli Białorusi jest wynagrodzenie, mieszkanie, bezpieczeństwo socjalne – możliwość nauki i otrzymania w razie konieczności pomocy medycznej.

## Życie prywatne
Jauhienij Abalenski jest żonaty, ma dwie córki.